# Canton de Vierzon-2
Le canton de Vierzon-2 est une circonscription électorale française située dans le département du Cher et la région Centre-Val de Loire.
À la suite du redécoupage cantonal de 2014, les limites territoriales du canton sont remaniées.

## Histoire
Le canton de Vierzon-II a été créé par le décret du 2 août 1973 à la suite du démantèlement de l'ancien canton de Vierzon.
Un nouveau découpage territorial du Cher entre en vigueur en mars 2015, défini par le décret du 21 février 2014, en application des lois du 17 mai 2013 (loi organique 2013-402 et loi 2013-403). Les conseillers départementaux sont, à compter de ces élections, élus au scrutin majoritaire binominal mixte. Les électeurs de chaque canton élisent au Conseil départemental, nouvelle appellation du Conseil général, deux membres de sexe différent, qui se présentent en binôme de candidats. Les conseillers départementaux sont élus pour 6 ans au scrutin binominal majoritaire à deux tours, l'accès au second tour nécessitant 12,5 % des inscrits au 1er tour. En outre la totalité des conseillers départementaux est renouvelée. Ce nouveau mode de scrutin nécessite un redécoupage des cantons dont le nombre est divisé par deux avec arrondi à l'unité impaire supérieure si ce nombre n'est pas entier impair, assorti de conditions de seuils minimaux. Dans le Cher, le nombre de cantons passe ainsi de 35 à 19. Le nombre de communes du canton de Vierzon-2 reste inchangé (9 + fraction Vierzon). Le nouveau canton de Vierzon-2 est formé de communes des anciens cantons de Vierzon-2 et de Graçay.

## Géographie
Ce canton est organisé autour de Vierzon dans l'arrondissement de Vierzon.

## Représentation

### Représentation avant 2015
| Période | Période | Identité                      | Étiquette | Qualité |
| ------- | ------- | ----------------------------- | --------- | --- |
| 1973    | 1979    | Léo Mérigot (1902-1982)       | PCF       | Médecin Maire de Vierzon (1959-1977) Ancien conseiller général du canton de Vierzon (1949-1973)                   |
| 1979    | 1992    | Roger Coulon                  | PCF       | Médecin Maire-adjoint de Vierzon (1971-1990) Conseiller régional Suppléant du député Jacques Rimbault (1988-1993) |
| 1992    | 1998    | Max Albizzati (1929-2014)     | UDF       | Chef d'entreprise Maire-adjoint de Vierzon                                                                        |
| 1998    | 2015    | Jean-Pierre Piétu (1945-2018) | PCF       | Enseignant Ancien Conseiller municipal de Vierzon (1977-1983)                                                     |

### Représentation après 2015
| Période élective | Période élective | Mandat | Mandat   | Identité                              | Nuance | Nuance | Qualité                                                                                                |
| ---------------- | ---------------- | ------ | -------- | ------------------------------------- | ------ | ------ | --- |
| 2015             | 2021             | 2015   | 2021     | Jean-Pierre Charles                   |        | PCF    | Ancien cadre Maire de Graçay (1998 → 2022) Ancien conseiller général du canton de Graçay (2008 → 2015) |
| 2015             | 2021             | 2015   | 2021     | Delphine Piétu (fille de J.-P. Piétu) |        | PCF    | Professeure des écoles Maire de Thénioux (2020 → )                                                     |
| 2021             | 2028             | 2021   | en cours | Jean-Pierre Charles                   |        | PCF    | Conseiller sortant                                                                                     |
| 2021             | 2028             | 2021   | en cours | Delphine Piétu                        |        | PCF    | Conseillère sortante                                                                                   |

### Résultats détaillés

#### Élections de mars 2015
À l'issue du 1er tour des élections départementales de 2015, deux binômes sont en ballottage : Jean-Pierre Charles et Delphine Pietu (FG, 36,14 %) et Isabelle Bichler et Daniel David (FN, 32,97 %). Le taux de participation est de 51,16 % (6 283 votants sur 12 282 inscrits) contre 51 % au niveau départementalet 50,17 % au niveau national.
Au second tour, Jean-Pierre Charles et Delphine Pietu (FG) sont élus avec 58,75 % des suffrages exprimés et un taux de participation de 53,42 % (3 464 voix pour 6 561 votants et 12 282 inscrits).

#### Élections de juin 2021
Le premier tour des élections départementales de 2021 est marqué par un très faible taux de participation (33,26 % au niveau national). Dans le canton de Vierzon-2, ce taux de participation est de 33,03 % (3 829 votants sur 11 592 inscrits) contre 32,99 % au niveau départemental. À l'issue de ce premier tour, deux binômes sont en ballottage : Jean-Pierre Charles et Delphine Piétu (PCF, 54,79 %) et Isabelle Bichler et Thibaut Le Mouël (RN, 26,37 %).
Le second tour des élections est marqué une nouvelle fois par une abstention massive équivalente au premier tour. Les taux de participation sont de 34,3 % au niveau national, 34,03 % dans le département et 34,35 % dans le canton de Vierzon-2. Jean-Pierre Charles et Delphine Piétu (PCF) sont élus avec 67,03 % des suffrages exprimés (2 442 voix pour 3 982 votants et 11 592 inscrits),,. 

## Composition

### Composition avant 2015
Le canton de Vierzon-2 regroupait neuf communes entières et la portion de territoire de la ville de Vierzon non incluse dans le canton de Vierzon-1.
| Nom                    | Code Insee | Codepostal | Superficie (km2) | Population (dernière pop. légale) | Densité (hab./km2) |
| ---------------------- | ---------- | ---------- | ---------------- | --------------------------------- | ------------------ |
| Massay                 | 18140      | 18120      | 47,94            | 1 428 (2012)                      | 30                 |
| Méry-sur-Cher          | 18150      | 18100      | 20,91            | 689 (2012)                        | 33                 |
| Nançay                 | 18159      | 18330      | 106,33           | 879 (2012)                        | 8,3                |
| Neuvy-sur-Barangeon    | 18165      | 18330      | 67,34            | 1 253 (2012)                      | 19                 |
| Saint-Hilaire-de-Court | 18214      | 18100      | 11,75            | 656 (2012)                        | 56                 |
| Saint-Laurent          | 18219      | 18330      | 38,72            | 455 (2012)                        | 12                 |
| Thénioux               | 18263      | 18100      | 18,33            | 687 (2012)                        | 37                 |
| Vignoux-sur-Barangeon  | 18281      | 18500      | 24,87            | 2 144 (2012)                      | 86                 |
| Vouzeron               | 18290      | 18330      | 52,63            | 549 (2012)                        | 10                 |

### Composition à partir de 2015
| Nom                             | Code Insee | Intercommunalité         | Superficie (km2) | Population (dernière pop. légale)                | Densité (hab./km2) | Modifier                                    |
| ------------------------------- | ---------- | ------------------------ | ---------------- | ------------------------------------------------ | ------------------ | ------------------------------------------- |
| Vierzon (bureau centralisateur) | 18279      | CC Vierzon-Sologne-Berry | 74,50            | Fraction : 10 400 (2022) Commune : 25 254 (2022) | 339                | modifier les données · modifier les données |
| Dampierre-en-Graçay             | 18085      | CC Vierzon-Sologne-Berry | 9,38             | 248 (2022)                                       | 26                 | modifier les données · modifier les données |
| Genouilly                       | 18100      | CC Vierzon-Sologne-Berry | 34,66            | 666 (2022)                                       | 19                 | modifier les données · modifier les données |
| Graçay                          | 18103      | CC Vierzon-Sologne-Berry | 31,82            | 1 245 (2022)                                     | 39                 | modifier les données · modifier les données |
| Méry-sur-Cher                   | 18150      | CC Vierzon-Sologne-Berry | 20,91            | 710 (2022)                                       | 34                 | modifier les données · modifier les données |
| Nohant-en-Graçay                | 18167      | CC Vierzon-Sologne-Berry | 23,78            | 292 (2022)                                       | 12                 | modifier les données · modifier les données |
| Saint-Georges-sur-la-Prée       | 18210      | CC Vierzon-Sologne-Berry | 22,83            | 595 (2022)                                       | 26                 | modifier les données · modifier les données |
| Saint-Hilaire-de-Court          | 18214      | CC Vierzon-Sologne-Berry | 11,75            | 595 (2022)                                       | 51                 | modifier les données · modifier les données |
| Saint-Outrille                  | 18228      | CC Vierzon-Sologne-Berry | 12,48            | 215 (2022)                                       | 17                 | modifier les données · modifier les données |
| Thénioux                        | 18263      | CC Vierzon-Sologne-Berry | 18,33            | 666 (2022)                                       | 36                 | modifier les données · modifier les données |
| Canton de Vierzon-2             | 1819       |                          |                  | 15 632 (2022)                                    |                    | modifier les données                        |

Le nouveau canton de Vierzon-2 comprend :
1. neuf communes entières,
2. la partie de la commune de Vierzon non incluse dans le canton de Vierzon-1.

## Démographie

### Démographie avant 2015
| 1975 | 1982 | 1990   | 1999   | 2006   | 2011   | 2012   |
| ---- | ---- | ------ | ------ | ------ | ------ | ------ |
| -    | -    | 20 760 | 20 119 | 20 146 | 19 764 | 19 874 |

### Démographie depuis 2015
En 2022, le canton comptait 15 632 habitants, en évolution de −3,92 % par rapport à 2016 (Cher : −2,48 %, France hors Mayotte : +2,11 %).
| 2013   | 2018   | 2022   |
| ------ | ------ | ------ |
| 16 662 | 15 903 | 15 632 |